# Vincenzo Buonomo
Vincenzo Buonomo (* 17. April 1961 in Gaeta, Latium, Italien) ist ein italienischer Rechtswissenschaftler, Völkerrechtler und vatikanischer Diplomat. Er war Rektor der Päpstlichen Lateranuniversität und ist seit 2023 Generalrat des Staates der Vatikanstadt sowie päpstlicher Delegat für die Päpstliche Universität Urbaniana.

## Leben
Vincenzo Buonomo studierte Rechtswissenschaften und wurde an der Päpstlichen Lateranuniversität zum Doktor beider Rechte promoviert. Er war seit 1983 Büroleiter der Vertretung des Heiligen Stuhls bei den Ernährungs- und Landwirtschaftsorganisationen und -einrichtungen der Vereinten Nationen. Als Rechtsberater der Delegationen des Heiligen Stuhls bei der UNO, der FAO, dem IFAD, dem WFP, dem Europarat und der OSZE nahm er an der Weltkonferenz über Menschenrechte (1993), der Konferenz zur Errichtung des Internationalen Strafgerichtshofs (1998), den Welternährungsgipfeln 1996, 2002 und 2009 und von 1993 bis 2006 an den Arbeiten der UN-Menschenrechtskommission teil. Seit 1994 vertritt er den Heiligen Stuhl in der Europäischen Kommission für Demokratie durch Recht (“Venedig-Kommission”) und seit 2007 im Beratenden Ausschuss des UN-Menschenrechtsrats. Von 2000 bis 2005 war er Konsultor der Kommission für den Dialog mit den Muslimen des Päpstlichen Rates für den Interreligiösen Dialog. Von 1997 bis 2000 war er Mitglied der Task Force für Biotechnologie der Päpstlichen Akademie für das Leben. Er ist Berater der Päpstlichen Räte für den interreligiösen Dialog und für Gesetzestexte und seit 2014 auch Berater des Staates Vatikanstadt.
Seit 1984 lehrt er an der Fakultät für Zivilrecht der Lateranuniversität, wo er 2001 zum ordentlichen Professor für internationales Recht und internationale Organisationen sowie Menschenrechtsrecht an der juristischen Fakultät der Päpstlichen Lateranuniversität ernannt wurde. Er war Koordinator der Doktorate der Fakultät für Zivilrecht und langjähriger Dekan der juristischen Fakultät. Zudem ist er ständiger Gastprofessor für internationales Recht und internationale Organisationen am Istituto Universitario Sophia (IUS) in der toskanischen Gemeinde Figline e Incisa Valdarno und lehrt an der LUMSA in Rom. Buonomo beschäftigt sich mit neue Wegen der Zusammenarbeit und des internationalen Rechts und leitet einen dementsprechenden Masterstudiengang. Er ist zudem Mitglied des Wissenschaftlichen Ausschusses des Instituts “Giuseppe Toniolo” für Völkerrecht im Dienste des Friedens (italienisch Istituto di Diritto internazionale della pace “Giuseppe Toniolo”).
Als ersten Laien, der Rektor der Lateranuniversität wurde, ernannte Papst Franziskus am 2. Juni 2018 den Völkerrechtler und vatikanischen Diplomaten Vincenzo Buonomo zum Nachfolger von Enrico dal Covolo. Alfonso V. Amarante CSsR trat am 1. August 2023 seine Nachfolge an.
Papst Franziskus ernannte Vincenzo Buonomo am 1. August 2023 zum Generalrat des Staates der Vatikanstadt ernannt, einem Amt des höchsten Ratgebers der Regierung des Staates Vatikanstadt in gesetzgeberischen und anderen Angelegenheiten.
Am 14. September 2023 ernannte Papst Franziskus ihn zum Delegaten für die Päpstliche Universität Urbaniana und übertrug ihm per Dekret die Aufgabe, ab dem 1. Oktober 2023 die Autorität und Befugnisse des Rector Magnificus auszuüben.
Vincenzo Buonomo ist Großkreuzritter des Ritterorden vom Heiligen Grab zu Jerusalem und Mitglied des Großmagisterium des Päpstlichen Ordens.

## Schriften
- Il diritto della Comunità internazionale. Principi e regole per la governance globale, Lateran University Press, 2010.
- La diplomazia pontificia nell’era della globalizzazione, Libreria Editrice Vaticana, 2013.
- mit A. Capecci: L’Europa e la dignità dell’uomo, Città Nuova 2014.
- The Vatican in the Family of Nations, Cambridge University Press, 2017.